# NGC 2772
NGC 2772 je galaksija u zviježđu Kompasu.

## Vanjske poveznice
- SEDS: NGC 2772